# Phrygionis cruorata
Phrygionis cruorata là một loài bướm đêm trong họ Geometridae.